# クライアント (バンド)
クライアント (CLIEИT) は、イギリス・ロンドン出身のシンセポップデュオ。2002年結成。

## 概要
イギリス出身ながら本国よりドイツで高い人気を誇る。メンバーはボディコン風のファッションや客室乗務員のコスチュームを身につけて活動を行い、実際アルバムやシングルのジャケットにそのファッションを模したものが多く登場する。

## 来歴
元フレイザー・コーラスのケイト・ホームズ、元ダブスターのサラ・ブラックウッド女性2名で結成され、それぞれClient A、Client Bというステージネームで活動。当初メンバーの素性は公表されず、ステージネームだけしか明かされなかった。デペッシュ・モードのアンディ・フレッチャーが設立したレコードレーベル、「トースト・ハワイ」初のアーティストとして契約（2006年にドイツのアウト・オブ・ラインレーベルに移籍）。
2005年にエミリー・マンがClient Eとして加入するが、2007年6月に脱退。同年11月にシャーロット・ハザリーがClient Cとして加入、残りの欧州ツアーのライヴメンバーとして参加した。2010年12月にサラが脱退し活動を休止。2013年にClient Nとしてニコル・トーマスが加入、2014年3月にニューアルバムをリリース。

## 作品

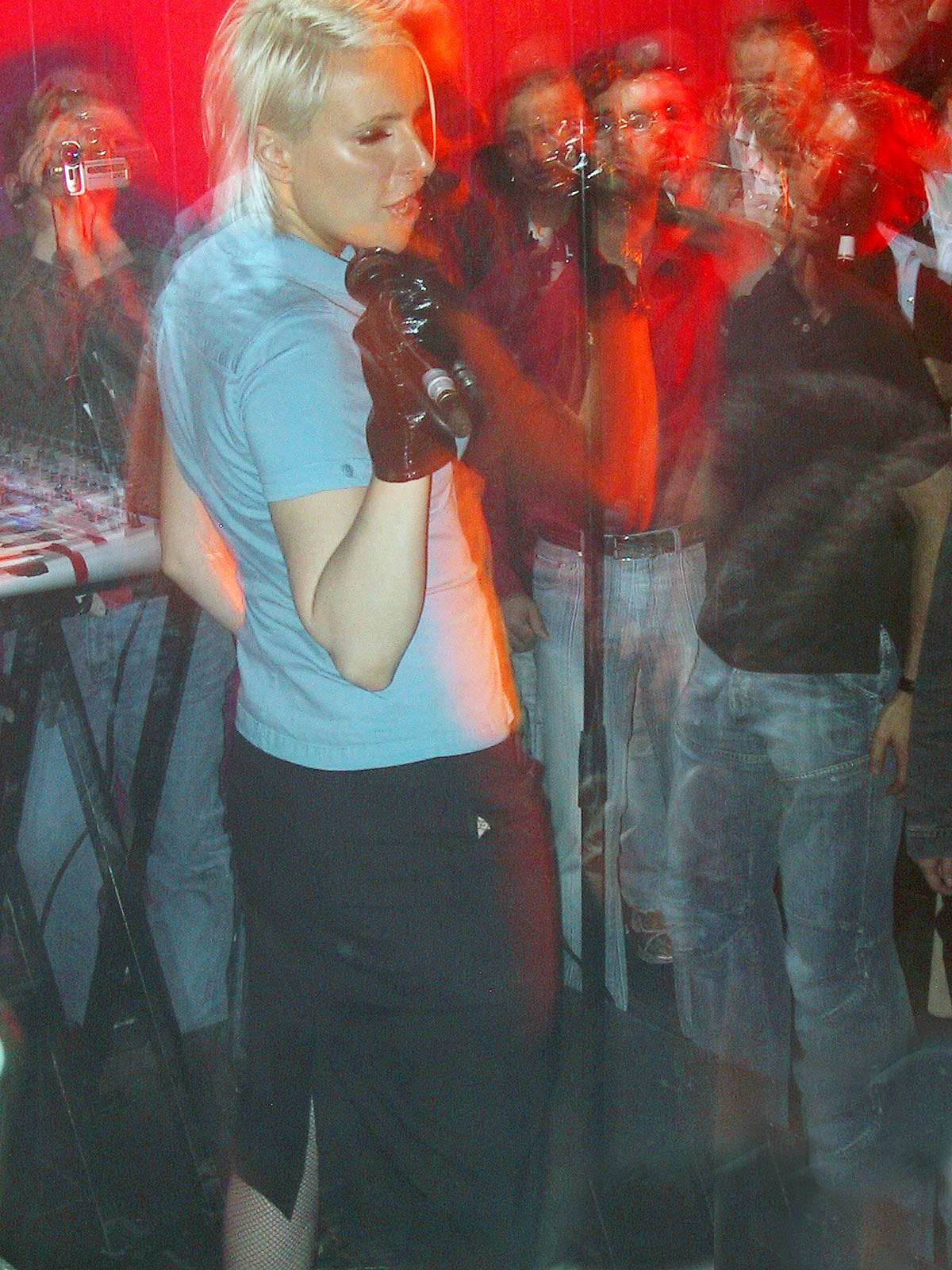
Client B (2005年)

### スタジオ・アルバム
- Client （2003年）
- City （2004年）
- Heartland （2007年）
- Command （2009年）
- Authority （2014年）

### コンピレーション・アルバム
- Going Down （2004年）
- Metropolis （2005年）
- Untitled Remix （2008年）

### ライヴ・アルバム
- Live at Club Koko （2006年）
- Live in Porto （2007年）
- Live in Hamburg （2009年）

### シングル
| タイトル                 | 年   | 最高位 | 最高位 | 収録アルバム |
| タイトル                 | 年   | UK     | GER    | 収録アルバム |
| ------------------------ | ---- | ------ | ------ | ------------ |
| "Price of Love"          | 2003 | 189    | —      | Client       |
| "Rock and Roll Machine"  | 2003 | 124    | —      | Client       |
| "Here and Now"           | 2003 | —      | —      | Client       |
| "In It for the Money"    | 2004 | 51     | —      | City         |
| "Radio"                  | 2004 | 68     | —      | City         |
| "Pornography"            | 2005 | 22     | —      | City         |
| "Lights Go Out"          | 2006 | —      | —      | Heartland    |
| "Zerox Machine"          | 2007 | 199    | —      | Heartland    |
| "Drive"                  | 2007 | —      | 90     | Heartland    |
| "It's Not Over"          | 2007 | —      | —      | Heartland    |
| "Can You Feel"           | 2009 | —      | —      | Command      |
| "Make Me Believe in You" | 2009 | —      | —      | Command      |
| "You Can Dance"          | 2013 | —      | —      | Authority    |
| "Refuge"                 | 2014 | —      | —      | Authority    |